# Christos XXIV
Die Christos XXIV ist ein 1971 gebauter Schlepper.

## Geschichte
Der Schlepper wurde unter der Baunummer 1751 als Fairplay IX auf der Schichau-Werft in Bremerhaven für die Fairplay Schleppdampfschiffsreederei R. Borchard, heutiger Name Fairplay Schleppdampfschiffs-Reederei Richard Borchard - Fairplay Towage gebaut. Die Kiellegung fand am 29. Dezember 1969, der Stapellauf im August 1970 statt. Die Fertigstellung erfolgte im Februar 1971.
Der Schlepper war zunächst im Hamburger Hafen stationiert und wurde für weltweite Langstrecken-Verschleppungen eingesetzt.
Im Mai 1988 wurde er samt Anhang in Manila von Piraten gekapert und entführt. Er kam nach zwei Wochen Irrfahrt in Hongkong wieder frei.
Im Januar 1990 war er an der Bergung des Turbinentankers Khark 5 beteiligt.
Bei der Verschleppung eines Pontons im gleichen Jahr hatten sich 18 Afrikaner auf dem Ponton versteckt, die erst kurz vor Erreichen der Niederlande entdeckt wurden.
Der Schlepper wurde 2011 an die griechische Spanopoulus-Gruppe verkauft. Bis zum Verkauf hatte er rund 40 Jahre Verschleppungen im Langstreckendienst durchgeführt.

## Beschreibung
Mit einer Länge von rund 50 Metern, Breite von 11 Metern, Tiefgang von circa 5,5 Metern, 859 BRZ, circa 2600 kW Antriebsleistung und 55 Tonnen (circa 540 kN) Pfahlzug war er mit extrem großen Brennstofftanks ausgestattet. Damit konnte er Verschleppungen über die Dauer von rund 90 Tage ohne Nachbunkern durchführen.